# Hooking (programmeren)
Hooking is een reeks van technieken die gebruikt wordt bij programmeren. Bij deze technieken worden subroutines onderschept, bewerkt en doorgestuurd om een programma anders te laten werken. De code die de onderschepte subroutine verwerkt wordt simpelweg een 'hook' of een 'detour' genoemd.

## Gebruik
Hooken wordt voor meerdere doelen gebruikt, waaronder debuggen en software uitbreidingen.
Voorbeelden van software uitbreidingen zijn:
- Benchmarking, waarbij de prestatie van bepaalde software gemonitord kan worden.
- Toetsenbord of muis instructies onderscheppen voordat ze bij het betreffende programma aankomen.
- Verschillende OS calls hooken waardoor men het gedrag van andere programma's kan monitoren of bewerken.

### Verboden praktijken
Doordat programma's extern bewerkt kunnen worden via een hook worden hooks het vaakst gebruikt voor rootkits en het schrijven van hacks. Zo worden de meeste wallhacks geschreven door middel van een hook. Hierbij worden subroutines onderschept en bewerkt om de gebruiker andere beelden terug te sturen van bijvoorbeeld gekleurde tegenstanders of onzichtbare muren. Dit geeft een groot voordeel voor de gebruiker van de hook tegenover andere spelers en wordt daardoor vaak gezien als verboden.

## Methodes

### API Hooken met de JMP instructie
Hooken kan worden gedaan door de eerste zes bytes van een bepaalde functie te veranderen met een JMP instructie naar de hook functie. De code wordt gecompileerd naar een DLL waarbij door middel van DLL-injectie de hook toegang heeft tot het geheugen van het andere programma. Door een back-up te maken van de originele zes bytes kan men ervoor zorgen dat de call naar de functie ongestoord verder loopt. In dit voorbeeld wordt de functie MessageBoxW van het Win32 API gehooked.
```
#include
 
<windows.h>
  

#define SIZE 6

 
typedef
 
int
 
(
WINAPI
 
*
pMessageBoxW
)(
HWND
,
 
LPCWSTR
,
 
LPCWSTR
,
 
UINT
);
  
// Messagebox prototype

 
int
 
WINAPI
 
MyMessageBoxW
(
HWND
,
 
LPCWSTR
,
 
LPCWSTR
,
 
UINT
);
            
// Our detour

 
void
 
BeginRedirect
(
LPVOID
);
                                        

 
pMessageBoxW
 
pOrigMBAddress
 
=
 
NULL
;
                                
// address of original

 
BYTE
 
oldBytes
[
SIZE
]
 
=
 
{
0
};
                                         
// backup

 
BYTE
 
JMP
[
SIZE
]
 
=
 
{
0
};
                                              
// 6 byte JMP instruction

 
DWORD
 
oldProtect
,
 
myProtect
 
=
 
PAGE_EXECUTE_READWRITE
;

 
INT
 
APIENTRY
 
DllMain
(
HMODULE
 
hDLL
,
 
DWORD
 
Reason
,
 
LPVOID
 
Reserved
)
  

 
{
  

   
switch
(
Reason
)
  

   
{
  

   
case
 
DLL_PROCESS_ATTACH
:
                                        
// if attached

     
pOrigMBAddress
 
=
 
(
pMessageBoxW
)
                      

       
GetProcAddress
(
GetModuleHandle
(
"user32.dll"
),
               
// get address of original 

               
"MessageBoxW"
);
  

     
if
(
pOrigMBAddress
 
!=
 
NULL
)
  

       
BeginRedirect
(
MyMessageBoxW
);
                               
// start detouring

     
break
;

   
case
 
DLL_PROCESS_DETACH
:
  

     
memcpy
(
pOrigMBAddress
,
 
oldBytes
,
 
SIZE
);
                       
// restore backup

   
case
 
DLL_THREAD_ATTACH
:
  

   
case
 
DLL_THREAD_DETACH
:
  

     
break
;
  

   
}
  

   
return
 
TRUE
;
  

 
}

 
void
 
BeginRedirect
(
LPVOID
 
newFunction
)
  

 
{
  

   
BYTE
 
tempJMP
[
SIZE
]
 
=
 
{
0xE9
,
 
0x90
,
 
0x90
,
 
0x90
,
 
0x90
,
 
0xC3
};
         
// 0xE9 = JMP 0x90 = NOP oxC3 = RET

   
memcpy
(
JMP
,
 
tempJMP
,
 
SIZE
);
                                        
// store jmp instruction to JMP

   
DWORD
 
JMPSize
 
=
 
((
DWORD
)
newFunction
 
-
 
(
DWORD
)
pOrigMBAddress
 
-
 
5
);
  
// calculate jump distance

   
VirtualProtect
((
LPVOID
)
pOrigMBAddress
,
 
SIZE
,
                       
// assign read write protection

           
PAGE_EXECUTE_READWRITE
,
 
&
oldProtect
);
  

   
memcpy
(
oldBytes
,
 
pOrigMBAddress
,
 
SIZE
);
                            
// make backup

   
memcpy
(
&
JMP
[
1
],
 
&
JMPSize
,
 
4
);
                              
// fill the nop's with the jump distance (JMP,distance(4bytes),RET)

   
memcpy
(
pOrigMBAddress
,
 
JMP
,
 
SIZE
);
                                 
// set jump instruction at the beginning of the original function

   
VirtualProtect
((
LPVOID
)
pOrigMBAddress
,
 
SIZE
,
 
oldProtect
,
 
NULL
);
    
// reset protection

 
}

 
int
 
WINAPI
 
MyMessageBoxW
(
HWND
 
hWnd
,
 
LPCWSTR
 
lpText
,
 
LPCWSTR
 
lpCaption
,
 
UINT
 
uiType
)
  

 
{
  

   
VirtualProtect
((
LPVOID
)
pOrigMBAddress
,
 
SIZE
,
 
myProtect
,
 
NULL
);
     
// assign read write protection

   
memcpy
(
pOrigMBAddress
,
 
oldBytes
,
 
SIZE
);
                            
// restore backup

   
int
 
retValue
 
=
 
MessageBoxW
(
hWnd
,
 
lpText
,
 
lpCaption
,
 
uiType
);
       
// get return value of original function

   
memcpy
(
pOrigMBAddress
,
 
JMP
,
 
SIZE
);
                                 
// set the jump instruction again

   
VirtualProtect
((
LPVOID
)
pOrigMBAddress
,
 
SIZE
,
 
oldProtect
,
 
NULL
);
    
// reset protection

   
return
 
retValue
;
                                                   
// return original return value

 
}

```